# Erythmelus pastoralis
Erythmelus pastoralis är en stekelart som beskrevs av Dmitriy Alekseevich Ogloblin 1934. Erythmelus pastoralis ingår i släktet Erythmelus och familjen dvärgsteklar. Inga underarter finns listade i Catalogue of Life.